# Ella McCay
Ella McCay es una próxima película de comedia estadounidense escrita y dirigida por James L. Brooks. Está protagonizada por Emma Mackey como el personaje principal, con Woody Harrelson, Ayo Edebiri, Kumail Nanjiani, Rebecca Hall, Jamie Lee Curtis y Albert Brooks en papeles secundarios.
Será lanzado por 20th Century Studios en 2025.

## Premisa
Una joven política intenta conciliar la vida laboral y familiar mientras asume el cargo de gobernadora de su estado.

## Reparto
- Emma Mackey como Ella McCay
- Jamie Lee Curtis
- Woody Harrelson
- Ayo Edebiri
- Albert Brooks
- Kumail Nanjiani
- Jack Lowden
- Erica McDermott
- Rebecca Hall

## Producción
En noviembre de 2023 se anunció que James L. Brooks escribiría y dirigiría su primera película en trece años, con 20th Century Studios como distribuidor. Emma Mackey, Jamie Lee Curtis, Woody Harrelson, Ayo Edebiri, Albert Brooks, Kumail Nanjiani y Spike Fearn serán los protagonistas.  En febrero de 2024, Jack Lowden y Rebecca Hall se unieron al elenco.  
El rodaje comenzó el 1 de febrero de 2024 en Rhode Island, y Brooks y el elenco aparecieron en una conferencia de prensa en la Casa del Estado de Rhode Island para anunciar que la producción había comenzado.  También se rodará en Cleveland, Ohio. 